# Raffaele Busacca dei Gallidoro
Raffaele Busacca dei Gallidoro (Palermo, 10 gennaio 1810 – Roma, 21 gennaio 1893) è stato un politico italiano, senatore del Regno d'Italia nella XVI legislatura.

## Biografia
Siciliano, emigrò a Firenze fino dal 1840 dove dimorò poi stabilmente.
Uomo di lettere, nei suoi scritti si occupò soprattutto di studi di economia politica. L'apprezzamento per questa sua produzione lo fece scegliere a ministro delle finanze nel 1859 durante il Governo provvisorio della Toscana esercitato da Bettino Ricasoli.
Compiuta l’annessione della Toscana al Piemonte, nel 1889 Busacca fu eletto senatore al Parlamento nazionale nelle file della maggioranza, partito a cui restò sempre fedele. Si distinse per impegno ed autorevolezza nelle questioni finanziarie o economiche.